# Talatona
Talatona é uma cidade e município da província de Luanda em Angola.
Uma cidade planejada, o governo de Angola a construiu para reduzir o trânsito no centro de Luanda; sua infraestrutura foi edificada em um local a sul de Luanda que atualmente abriga diversos serviços administrativos e econômicos que foram transferidos da zona central.
Segundo as projeções populacionais de 2018, elaboradas pelo Instituto Nacional de Estatística, contava com uma população aproximada de 500 000 habitantes.
Compõe-se da comuna-sede, que também possui o nome de Talatona, e da comuna de Benfica. Anteriormente seu território continha a comuna de Camama, e também era subdividido nos distritos urbanos de Futungo de Belas e Quificas.

## Geografia
Talatona é limitado a norte pelos municípios de Samba e Maianga, a leste pelos de Quilamba Quiaxi e Camama, a sul pelo de Belas e a oeste pela baía do Mussulo.
O maior rio do município é o rio Cambambe, que deságua na baía do Mussulo, o maior referencial geográfico talatonense.
Dista cerca de 17 km da capital provincial luandiana, Ingombota, e é composto basicamente por torres de uso residencial e comercial, além de condomínios horizontais.

## Histórico
O povoamento da área territorial de Talatona é muito antigo, mas só tomou impulso a partir da década de 1990, como área de cultivo para camponeses migrados do sul de Angola, fugindo da Guerra Civil Angolana. Tomou características de bairro do município de Luanda com certa urbanização a partir de meados daquela década, porém somente após o fim da guerra, em 2002, é que a dinâmica de integração à capital efetivamente ocorre. Este processo aconteceu em função dos empreendimentos imobiliários da empresa Edurb, que adquiriu o perímetro e o loteou. A empresa ainda realiza a gestão urbana, com autorização do governo provincial de Luanda.
O governo angolano contratou, na década de 2000, a transnacional brasileira Odebrecht (atual Novonor), que por meio de sua subsidiária Odebrecht Angola erigiu duas avenidas (nomeadas Samba e 21 de Janeiro) para possibilitar a conexão com Luanda.
Em 2011, no processo de criação do município de Belas, seu território é destinado àquele novo município, constituído sua parte mais urbanizada. Até aquele momento ainda era denominado de Luanda Sul.
Devido ao crescimento econômico do bairro e à extensão territorial do município de Belas, em 2016 foi anunciada pelo governador da província de Luanda, Higino Carneiro, a criação do município de Talatona; esta emancipação era prevista no planejamento do plano diretor da Região Metropolitana de Luanda.

## Economia
O centro de compras "Belas", construído no então bairro, também foi incumbido à Odebrecht, que executou a obra em parceria com capitais angolanos. É o primeiro centro de compras de Angola, inaugurado em 2008.

## Infraestrutura

### Educação
O município de Talatona algumas instituições universitárias importantes como a Universidade Privada de Angola.

## Galeria

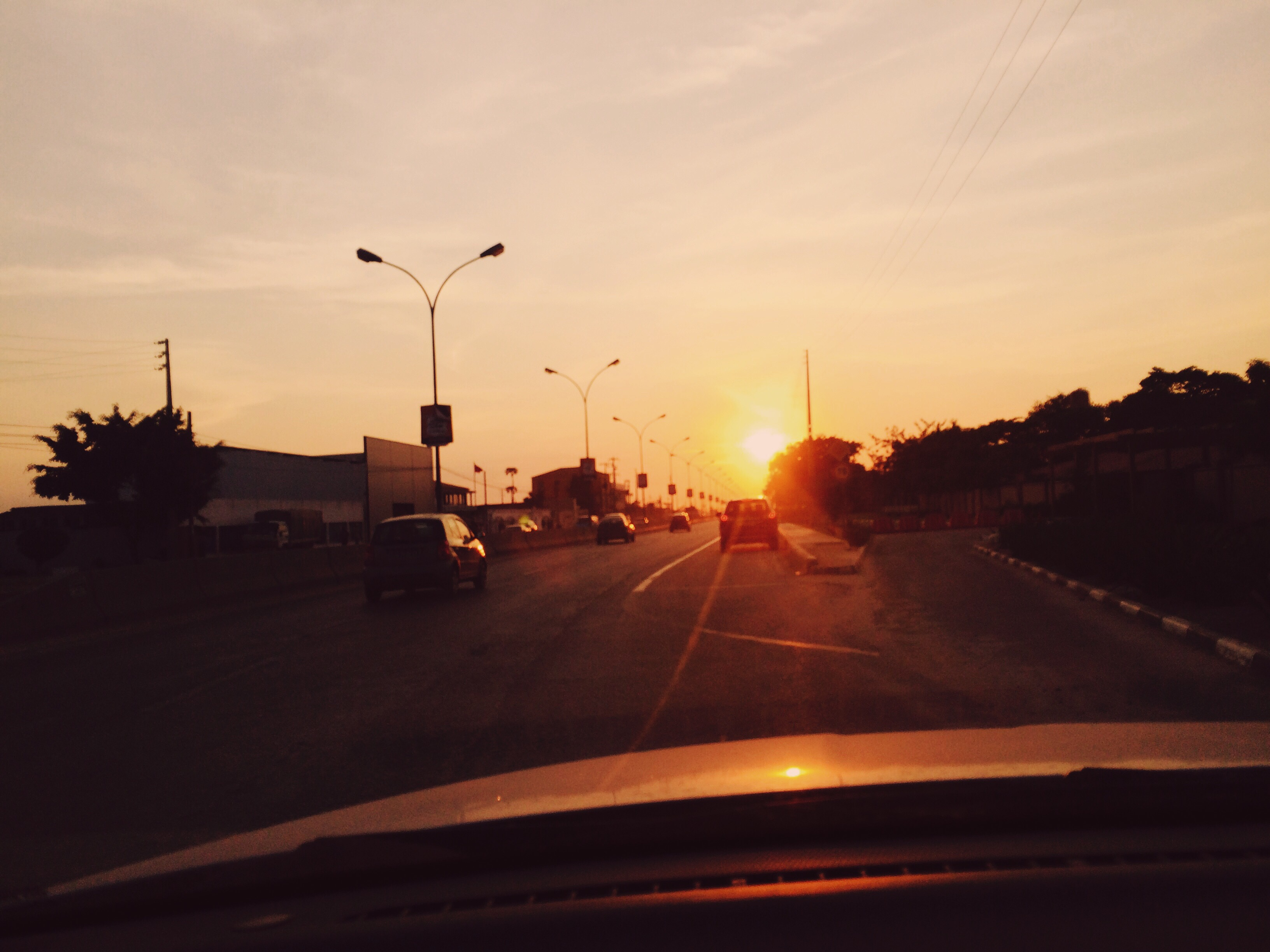
Avenida ao crepúsculo
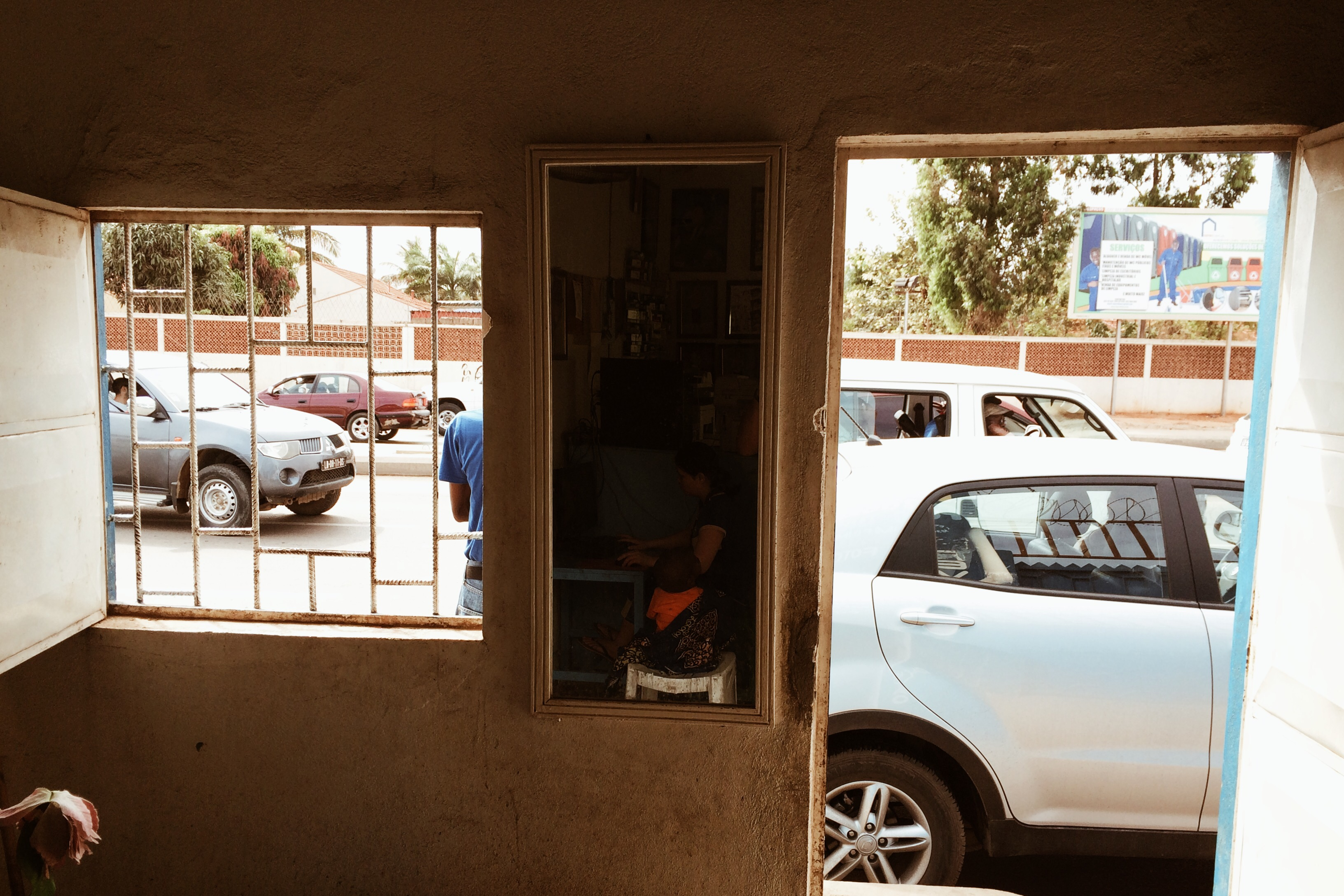
Cena urbana
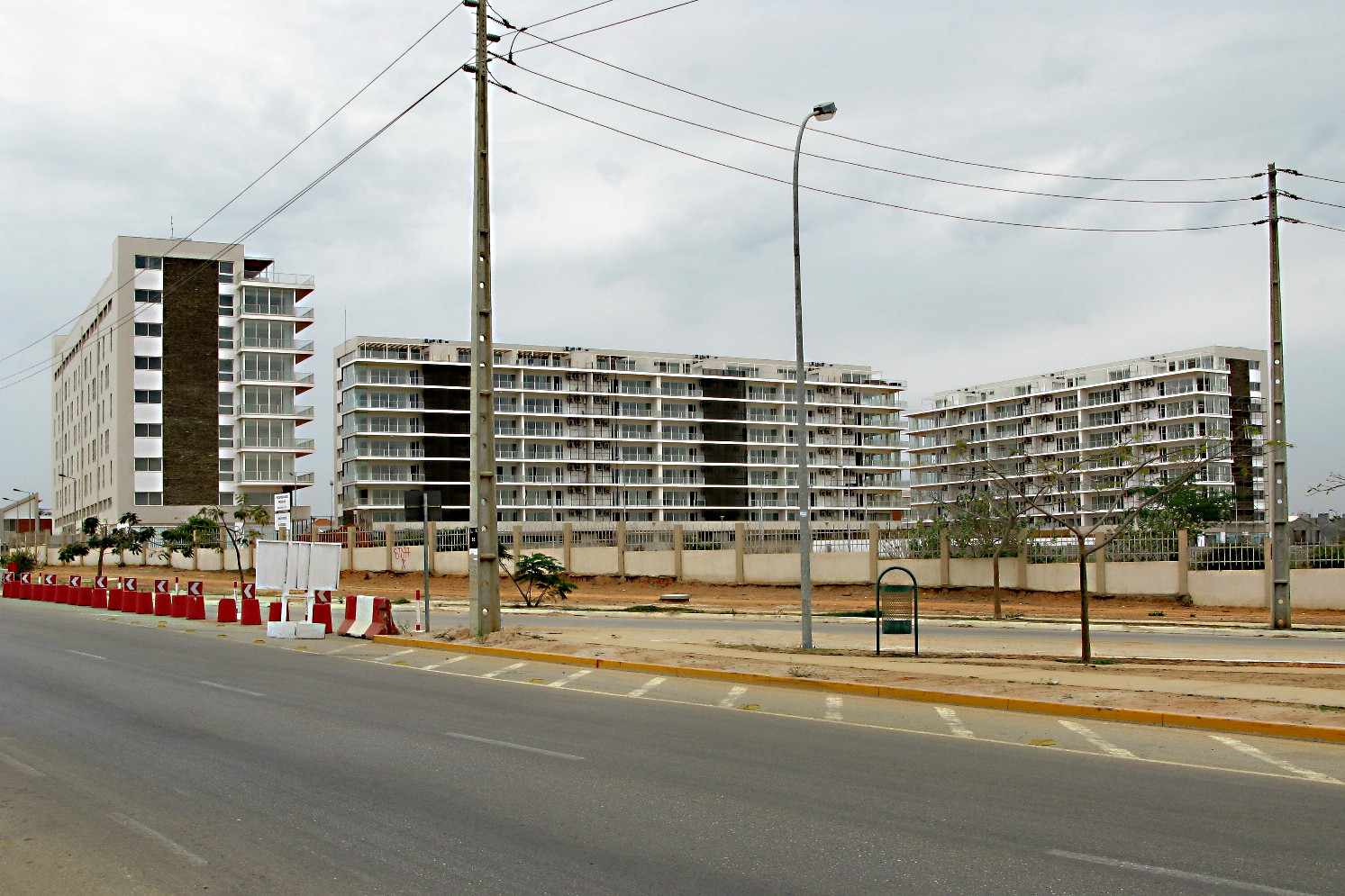
Condomínio vertical privado
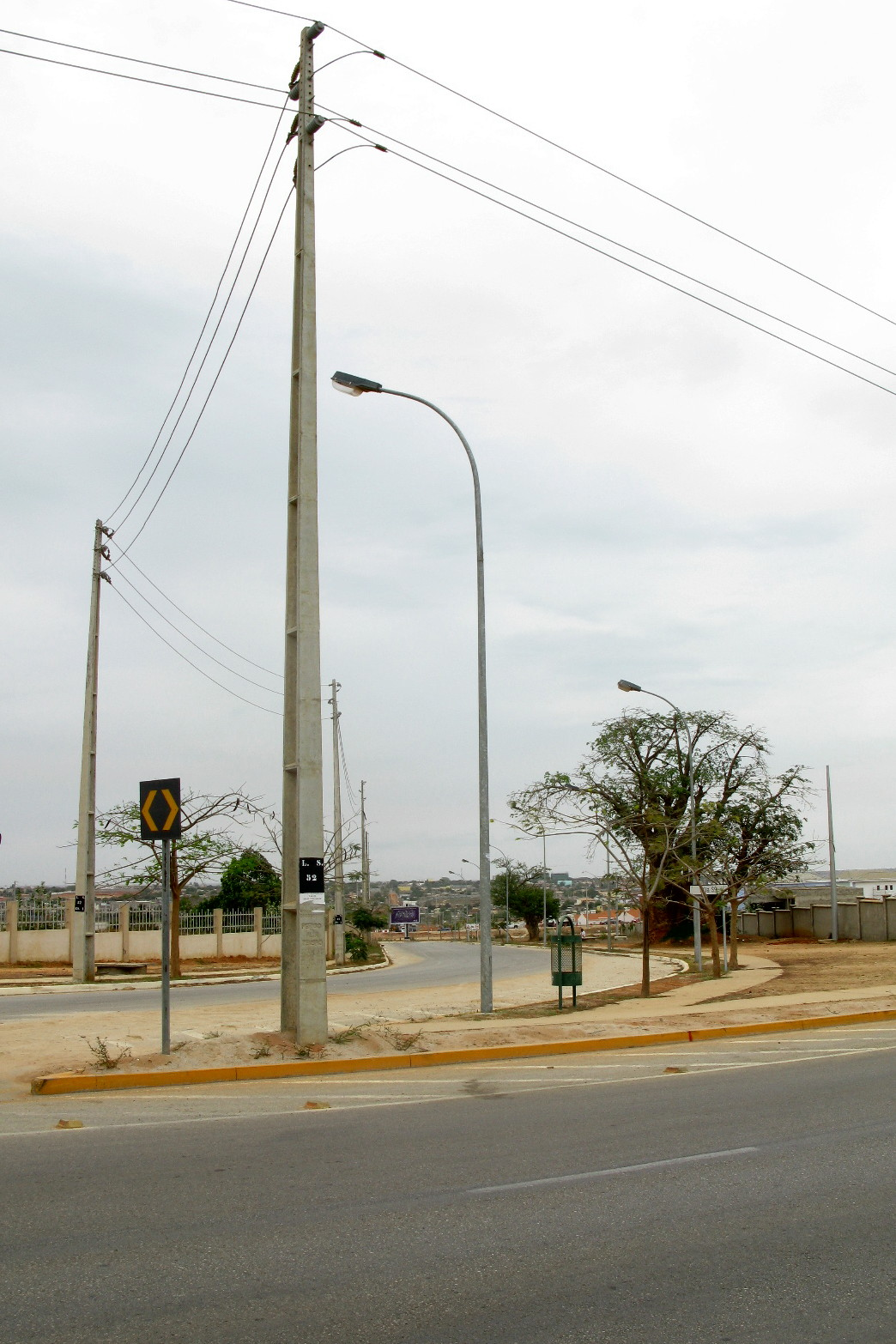
Cenário ao nível da rua
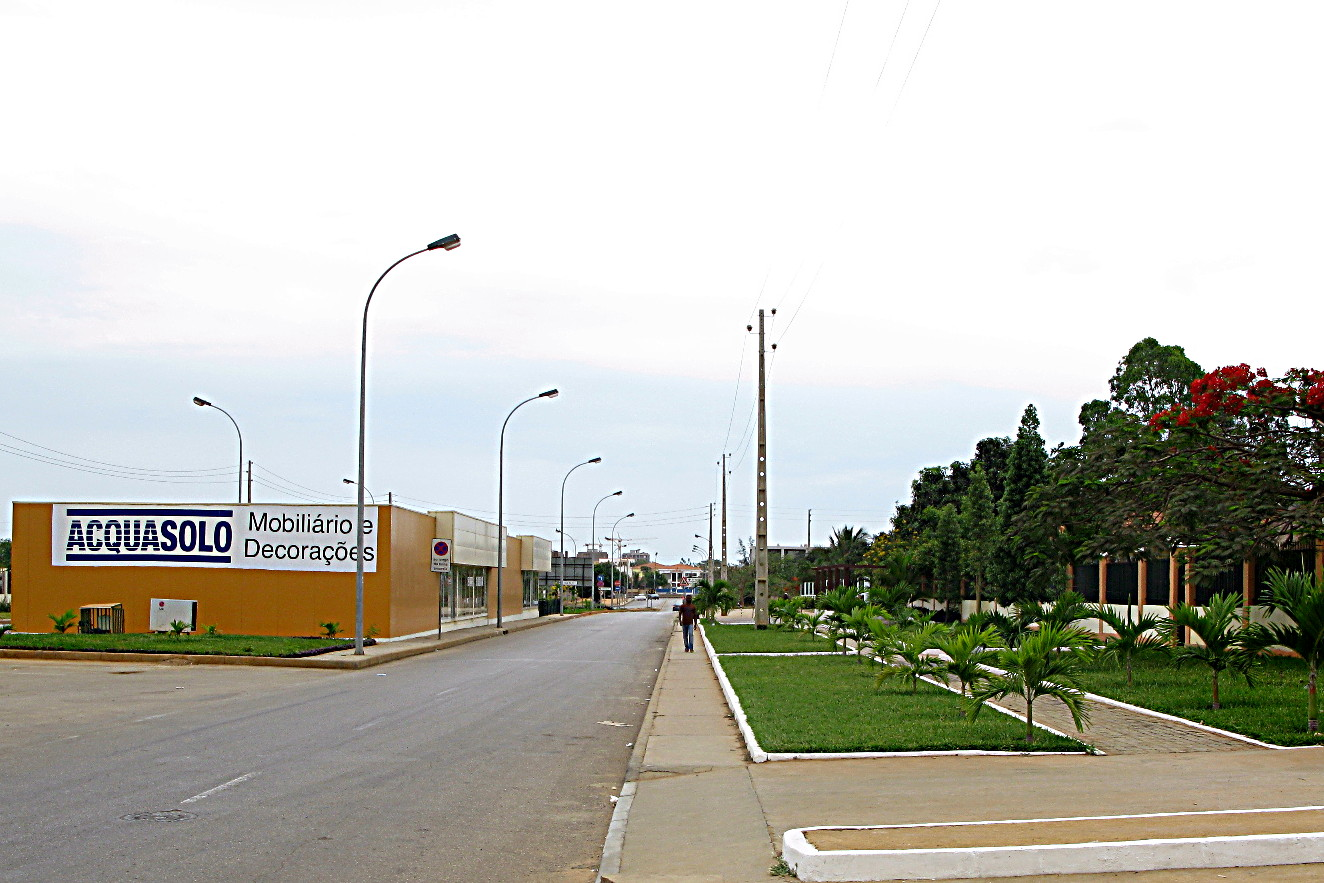
Via com uso residencial e comercial
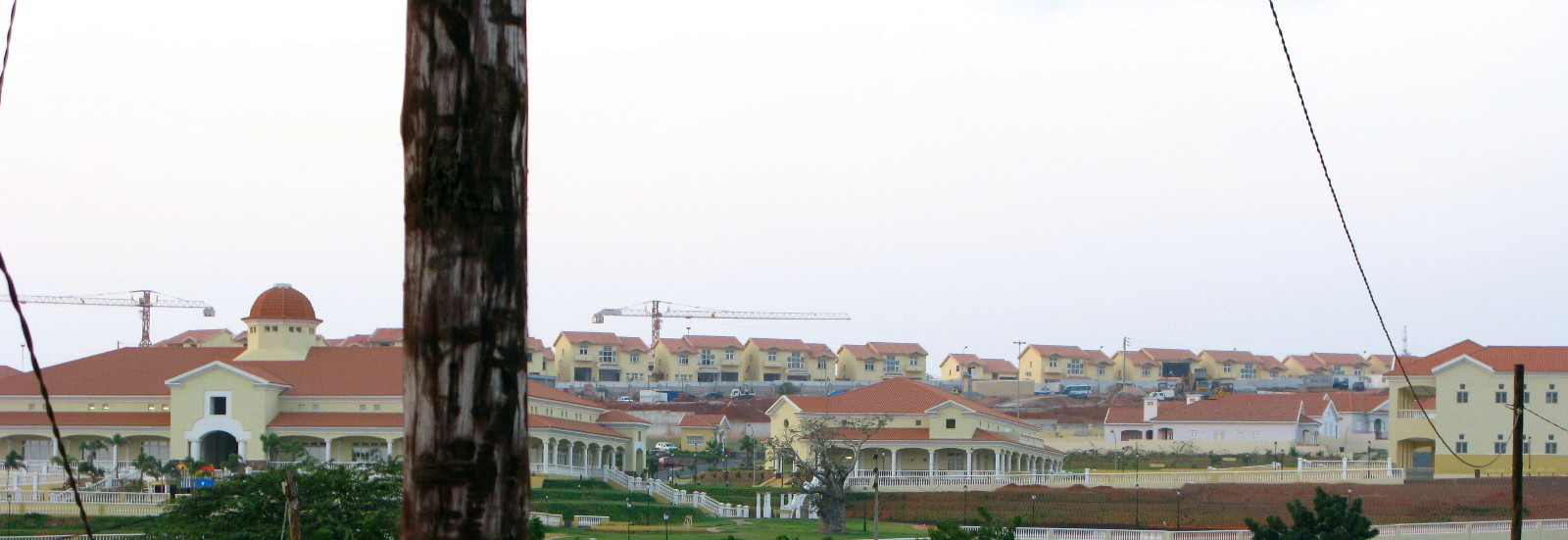
Fotografia panorâmica